# Ула Віген Гаттестад
Ула Віген Гаттестад  (норв. Ola Vigen Hattestad, 19 квітня 1982) — норвезький лижник, олімпійський чемпіон, чемпіон світу.
Спеціалізується на спринтерських дисциплінах лижних перегонів. Золоту олімпійську медаль виборов на іграх 2014 року в Сочі в спринті.

## Виступи на Олімпіадах
| Олімпіада     | Дисципліна | Місце |
| ------------- | ---------- | ----- |
| Турин 2006    | спринт     | 9     |
| Ванкувер 2010 | спринт     | 4     |
| Сочі 2014     | спринт     | 1     |

## Зовнішні посилання
- Досьє на sport.references.com